# Villa romana della Foce
La Villa Matutia o Villa romana della Foce è una villa romana presente nel territorio del comune di Sanremo i cui scavi, iniziati nel 1936 dall'archeologo Nino Lamboglia, hanno portato alla luce il complesso delle terme. Si trova in riva al mare dietro al cimitero monumentale della Foce, presso corso Matuzia all'altezza della chiesa di San Rocco.

## Storia degli scavi
Le prime indagini lungo il tracciato dell'antica via Julia Augusta furono incominciate nel 1925 ad opera dell'ispettore di zona Pietro Barocelli, in seguito al progettato ampliamento del cimitero comunale. I ruderi, in alcuni casi affioranti dal terreno ed estesi anche sotto il livello del mare, erano già stati segnalati dall'ingegnere e architetto Pietro Agosti in una lettera, datata 30 ottobre 1925 a cui furono allegate anche due mappe e tre fotografie. L'area era talmente estesa che anche sotto il livello del mare si intuivano resti di muratura romana.
L'intera area fu vincolata l'8 febbraio 1926, ma i primi scavi furono iniziati solo nel 1936 dall'archeologo Nino Lamboglia, con fondi dell'amministrazione comunale, rimettendo in luce alcuni ambienti della zona sud, pertinenti a delle terme private.
Nel 1960 l'area venne espropriata e una casupola settecentesca da Lamboglia descritta come "una modesta casa mediterranea con volta a terrazzo, dei secoli XVI o XVII", venne abbattuta per la prosecuzione degli scavi. Nino Lamboglia, in seguito alla nuova campagna di scavi conseguenti all'abbattimento del piccolo edificio, poté individuare i resti delle terme.
Di epoca tardo medievale rimane un antico pozzo a "cicogna" realizzato con materiali provenienti dalla villa. Non essendo realizzato nell'area interessata degli scavi ed essendo uno degli esemplari meglio conservati in Italia non fu demolito. Nel corso invece della seconda guerra mondiale ai margini dell'area fu costruito dalla Organizzazione Todt un bunker ancora esistente. Dopo il 2003 ulteriori scavi e rilevamenti del sito furono effettuati dall'Università degli Studi di Genova, in vista dell'allestimento per la visita realizzato negli anni successivi.

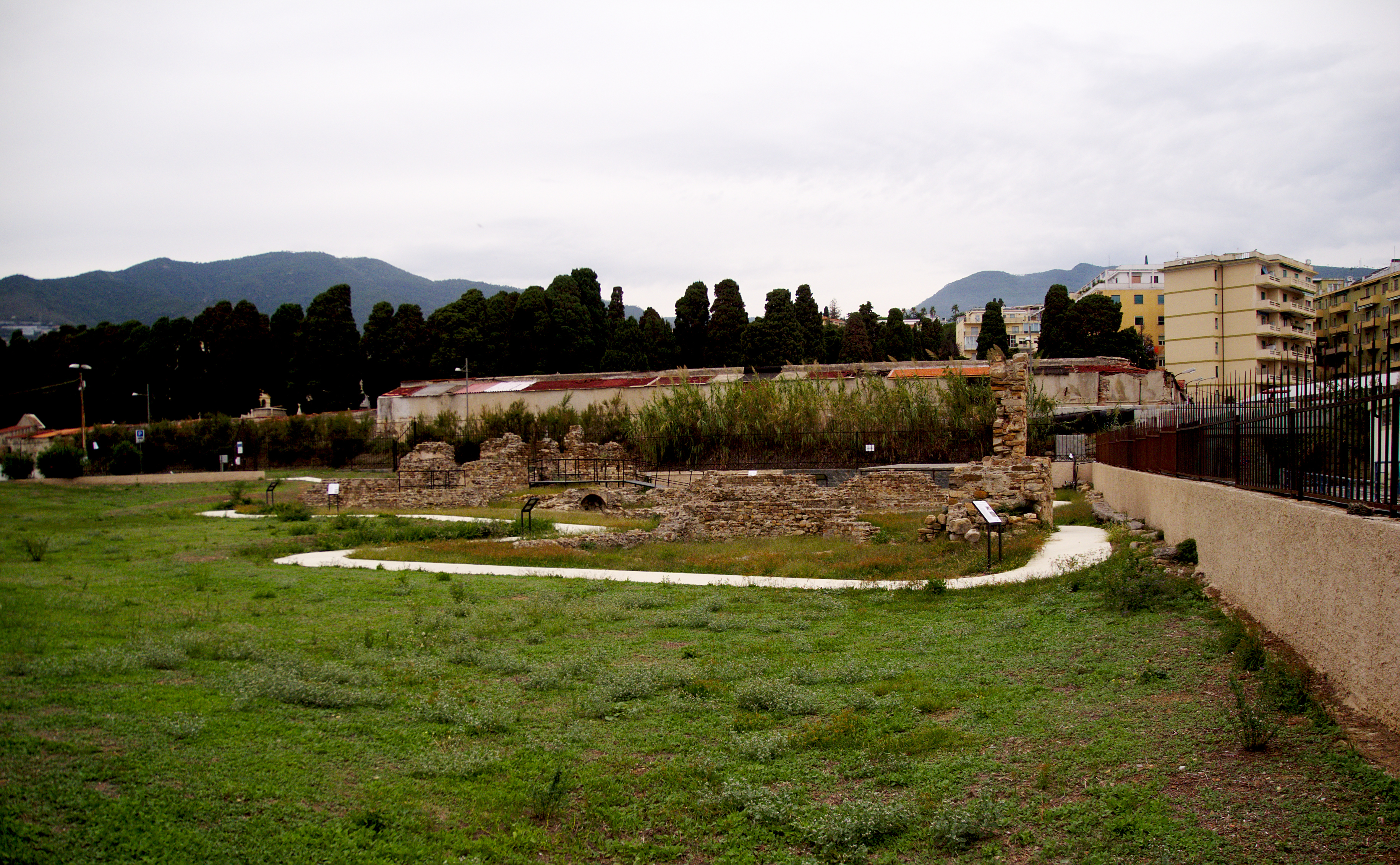
I resti degli ambienti termali della villa.
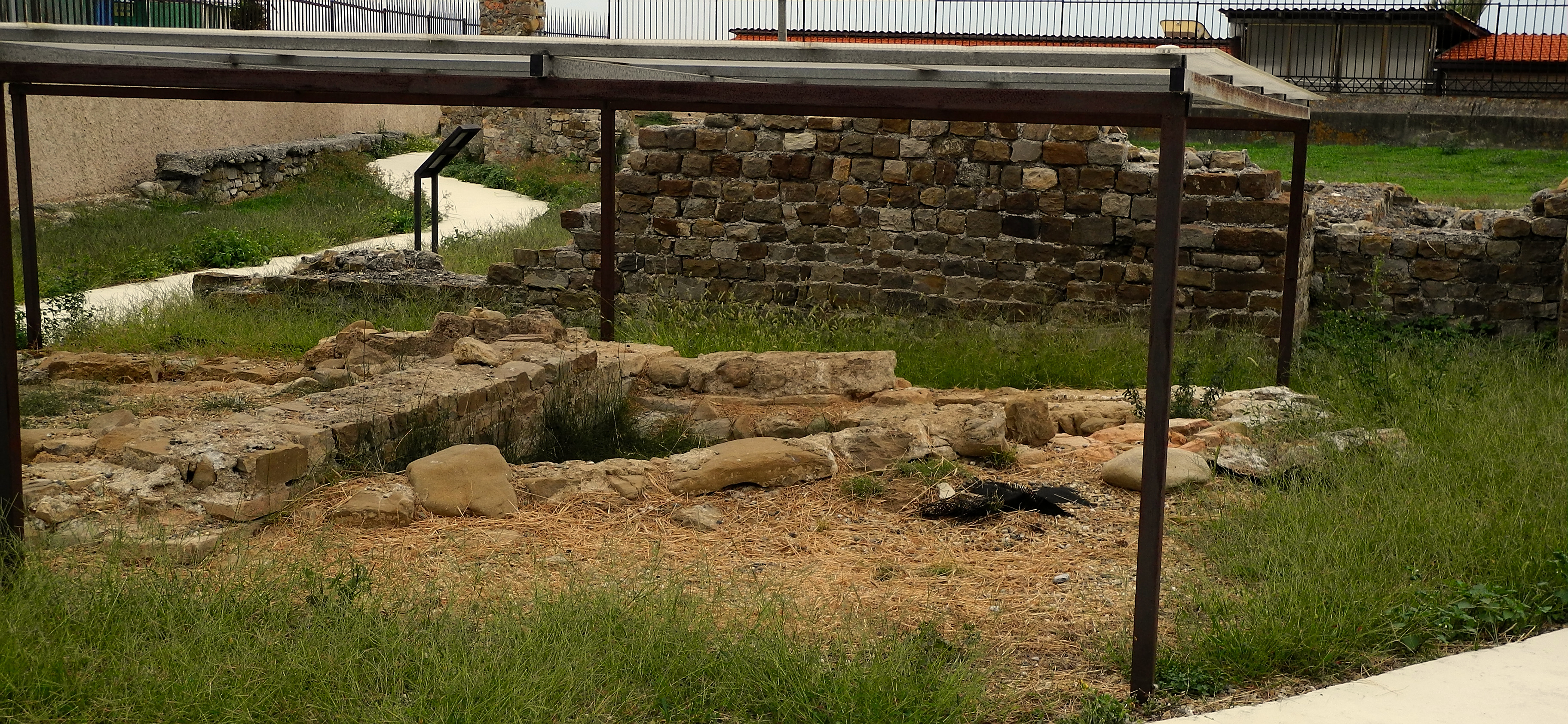
La latrina.
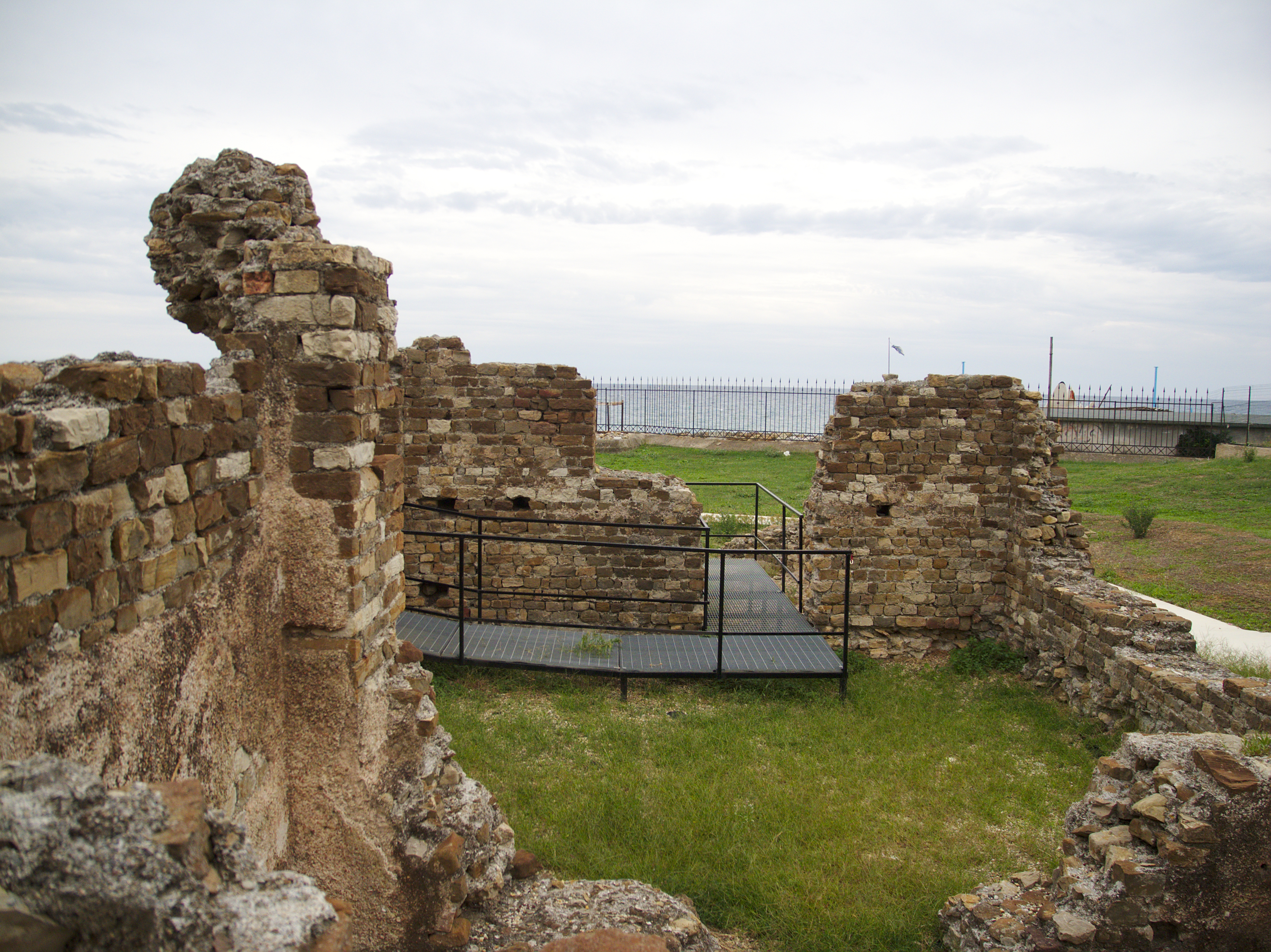
La vasca rettangolare.

## Gli scavi
Le varie campagne di scavi hanno portato alla luce diversi ambienti, che in base alle forme e alle dimensioni sono stati identificati come facenti parte di un complesso termale annesso ad una villa romana datata al II secolo dopo Cristo.

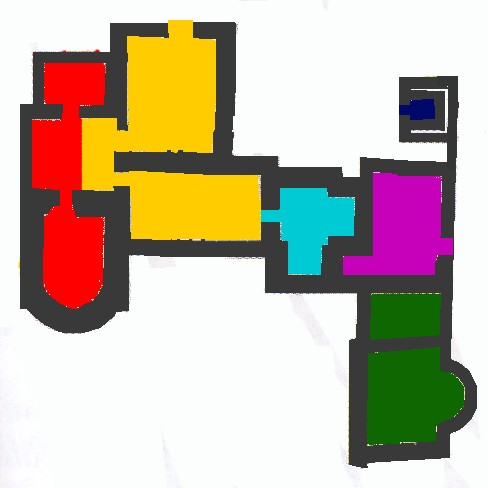
Planimetria dell'edificio in cui sono segnalate le funzionalità degli ambienti termali di Villa Matutia messi finora in luce, distinte per colori.

Dei resti della villa, rimangono solamente le fondamenta mentre è andata perduta l'originale pavimentazione, ambienti di servizio, depositi e una latrina.
- L'area GIALLA era sostanzialmente destinata ad ingresso (Apodyterium) e a transito tra un ambiente e l'altro.
- L'area evidenziata in ROSSO (Calidarium) era destinata alle vasche per i bagni caldi, in particolare l'area absidata in cui sono ancora ben visibili i condotti per l'aria calda che, sotto la pavimentazione, percorrevano tutto il complesso.
- L'area evidenziata in AZZURRO era destinata alle saune (Laconicum).
- La parte evidenziata in VIOLA, con un accesso autonomo, era probabilmente il locale di servizio in cui oltre a fungere da deposito c'era il "Testudo", ovvero una lastra di metallo che opportunamente arroventata surriscaldava l'aria che manteneva calda l'acqua nelle altre stanze[4].
- Il piccolo ambiente separato dall'intero complesso in BLU era l'accesso alla latrina.
- I due complessi evidenziati in VERDE, probabilmente, erano luoghi di svago e di riposo.